# Accidente del helicóptero Sikorsky S-61N EC-FJJ
El accidente del helicóptero Sikorsky S-61N EC-FJJ fue un accidente aéreo que tuvo lugar a las 09:08 horas (UTC) del 8 de julio de 2006. El helicóptero, un Sikorsky S-61N Mk.II, matriculado EC-FJJ y con número de serie 61299, había despegado del aeropuerto de La Palma a las 08:19, para realizar un vuelo de traslado entre la isla de La Palma y la isla de Gran Canaria. El helicóptero era propiedad de la empresa aeronáutica Helicsa, perteneciente al grupo INAER. Estaba operando un vuelo para el Ministerio de Medio Ambiente.

## La aeronave

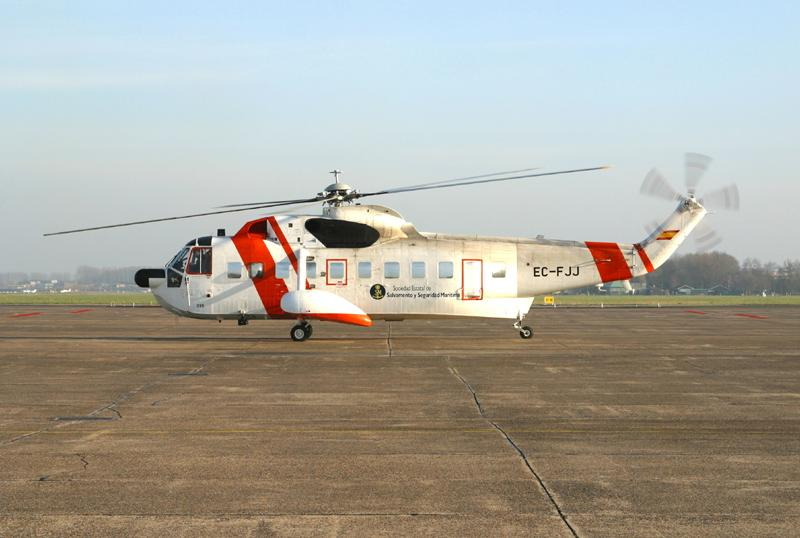
El helicóptero involucrado en el accidente fotografiado en junio de 2005.

La aeronave accidentada era un Sikorsky S-61N del modelo Mk.II (abreviatura de Mark II, en idioma español: modelo II). Este aparato había sido fabricado por el constructor estadounidense Sikorsky Aircraft Corporation, en el año 1966, con número de fabricante 61299. Se entregó a la compañía noruega Helikopter Service ese mismo año, que registró la aeronave con la matrícula LN-ORE.
En el año 1992, esta aeronave fue transferida a Helicsa, identificándose en el registro de la Dirección General de Aviación Civil con la matrícula EC-FJJ.

## Investigación
Después del accidente, la Comisión de Investigación de Accidentes e Incidentes de Aviación Civil (CIAIAC) comenzó una investigación para determinar las causas que lo originaron. En septiembre del 2009, la CIAIAC, concluyó la investigación con un Informe en el que no se establecía ninguna causa (ni siquiera probable) del accidente. Antes de que dicho Informe fuera aprobado por el Pleno de la CIAIAC, las familias de las víctimas, presentaron ante el Ministerio de Fomento un Informe paralelo, elaborado con la ayuda de pilotos, TMAs y otros expertos en aviación, en el que se apuntaba claramente que el accidente se había producido a causa de la rotura en vuelo de una de las palas del rotor principal del helicóptero y además se señalaban las graves irregularidades cometidas por los investigadores de la CIAIAC durante el tiempo que había durado la misma. 
El Informe de las familias, se entregó además a los miembros del Pleno de la CIAIAC, el mismo día que se reunían para aprobar el Informe de la Comisión.
Como consecuencia, dicho Informe no fue aprobado y las familias de las víctimas, consiguieron que se reabriera la investigación del accidente y se investigaran aquellos aspectos que se apuntaban en su Informe y que los investigadores de la CIAIAC, habían pasado por alto hasta ese momento.
El 21 de diciembre de 2010, tras la sustitución del Presidente y de todos los miembros del Pleno, la CIAIAC, aprobaba un Informe definitivo en el que se establecía que la causa más probable del accidente era la rotura durante el vuelo de una de las palas del rotor principal del helicóptero.